# Gonia aturgida
Gonia aturgida är en tvåvingeart som beskrevs av Brooks 1944. Gonia aturgida ingår i släktet Gonia och familjen parasitflugor. Inga underarter finns listade i Catalogue of Life.